# بوژستووو
بوژستووو (به لهستانی:  Borzestowo) یک روستا در لهستان است که در گمینا خمیلنو واقع شده‌است. بوژستووو ۵۵۹ نفر جمعیت دارد و ۱۶۶٫۸ متر بالاتر از سطح دریا واقع شده‌است.